# Jemielno (gromada)
Jemielno – dawna gromada, czyli najmniejsza jednostka podziału terytorialnego Polskiej Rzeczypospolitej Ludowej w latach 1954–1972.
Gromady, z gromadzkimi radami narodowymi (GRN) jako organami władzy najniższego stopnia na wsi, funkcjonowały od reformy reorganizującej administrację wiejską przeprowadzonej jesienią 1954 do momentu ich zniesienia z dniem 1 stycznia 1973, tym samym wypierając organizację gminną w latach 1954–1972.
Gromadę Jemielno z siedzibą GRN w Jemielnie utworzono – jako jedną z 8759 gromad na obszarze Polski – w powiecie górowskim w woj. wrocławskim, na mocy uchwały nr 13/54 WRN we Wrocławiu z dnia 2 października 1954. W skład jednostki weszły obszary dotychczasowych gromad Jemielno, Bieliszów, Borki, Cieszyny, Łęczyca, Piskorze, Smolne i Zdziesławice ze zniesionej gminy Psary w tymże powiecie. Dla gromady ustalono 11 członków gromadzkiej rady narodowej.
1 stycznia 1960 do gromady Jemielno włączono obszar zniesionej gromady Psary w tymże powiecie.
Gromada przetrwała do końca 1972 roku, czyli do kolejnej reformy gminnej. 1 stycznia 1973 w powiecie górowskim utworzono gminę Jemielno.